# Dorfkirche Großmutz

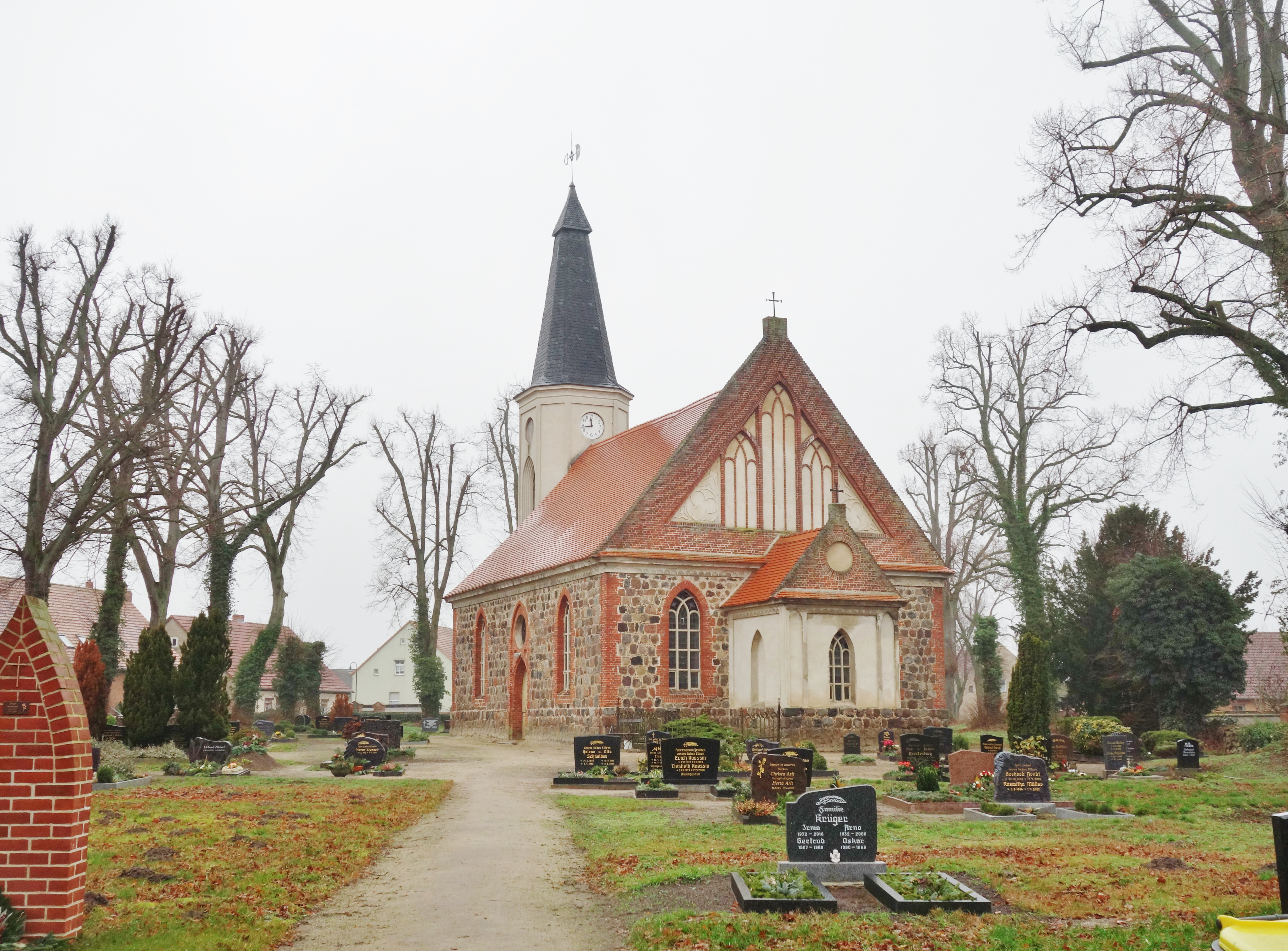
Südostansicht

Die evangelische, denkmalgeschützte Dorfkirche Großmutz steht in Großmutz, einem Ortsteil der Gemeinde Löwenberger Land im Landkreis Oberhavel von Brandenburg. Die Kirche gehört zum Pfarrsprengel Löwenberger Land im Kirchenkreis Oberes Havelland in der Evangelischen Kirche Berlin-Brandenburg-schlesische Oberlausitz.

## Beschreibung
Die neugotische Feldsteinkirche wurde von Bauinspektor Johann Carl Ludwig Schmid 1814/15 auf Resten des frühgotischen Vorläufers errichtet. Sie besteht aus einem Langhaus, einer Sakristei im Osten und einem Kirchturm über quadratischem Grundriss im Westen. Die Gewände der Fenster und der Portale sind aus Backsteinen. Der im unteren Geschoss quadratische, über einem Feldsteinsockel verputzte Kirchturm setzt sich oberhalb der Traufe des Kirchenschiffs auf achteckigem Grundriss fort und schließt mit einem schiefergedeckten Knickhelm ab. Der aus Backsteinen errichtete Giebel im Osten ist mit Blenden geschmückt.

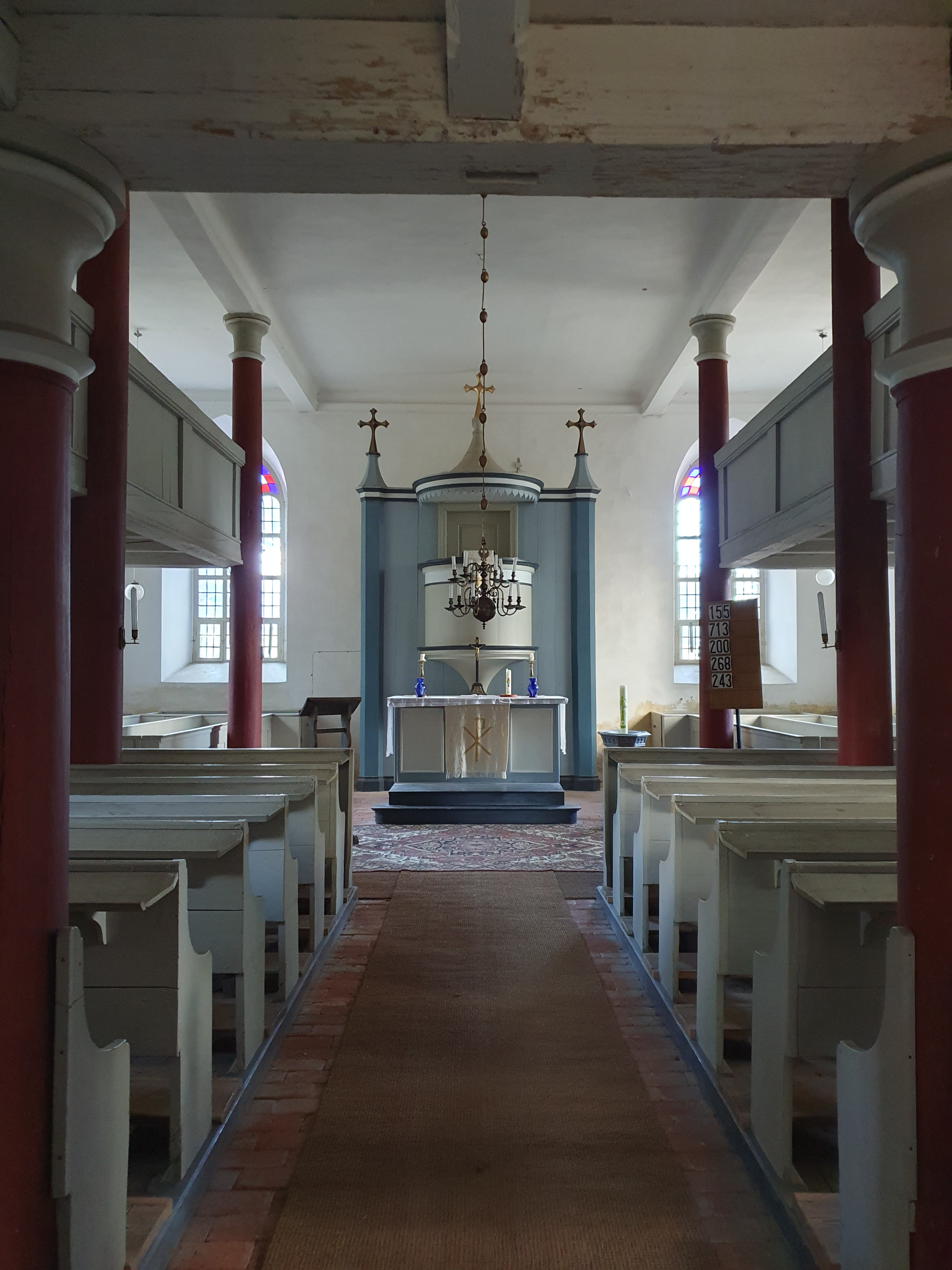
Östlicher Innenraum

Der mit einer dreiseitigen Empore versehene Innenraum ist mit einer von Säulen getragenen Flachdecke überspannt. Zur Kirchenausstattung gehört ein um 1815 gebauter klassizistischer Kanzelaltar aus Holz. Die Orgel auf der Empore hat acht Register auf einem Manual und Pedal und wurde 1899 von Albert Hollenbach gebaut.